# Đại học Dong-Eui
Đại học Dong-Eui được thành lập vào năm 1977, là một trong những trường đại học tư thục hàng đầu ở Busan.

## Lịch sử
Trường đại học  Dong-Eui gồm 9 khoa với 3.595 học sinh nhập học mỗi năm, 6 khoa đào tạo cao học với 437 học sinh mới mỗi năm.
Với những giảng viên xuất sắc và cơ sở vật chất hiện đại, Đại học Dong-Eui luôn tạo môi trường giáo dục tối ưu để giúp các bạn sinh viên học tập cũng như nghiên cứu.
Trường đại học Dongeui là trường đại học tổng hợp có quy mô lớn thứ 2 tại Busan.
Năm 2013-2014 trường dẫn đầu về tỷ lệ sinh viên tốt nghiệp có việc làm ở khu vực Busan – Gyeongsangnam-do (đứng thứ 11 trên toàn quốc).
Tháng 2 năm 2015, được bộ giáo dục chọn là trường có năng lực quản lí, duy trì tốt du học sinh.
Hiện nay trường đã liên kết trao đổi học vấn với 133 trường đại học của 23 nước trên thế giới trong đó có Trung Quốc, Nhật Bản, Mỹ,…
Trường có bệnh viện đại học Đông y Phương Đông (thành lập năm 1990) hiện nay đã và đang đóng góp rất nhiều cho các hoạt động xã hội ở địa phương.

## Cơ sở vật chất, khuôn viên của trường
Trường đại học Dong Eui có kiến trúc rất hiện đại với khuôn viên rộng đẹp, nhiều cây xanh. Kí túc xá cho sinh viên và các trung tâm thể dục, trung tâm y tế đại học, phòng ăn, bảo tàng, trung tâm ngôn ngữ quốc tế,…của trường được đánh giá nằm trong top 60 các trường đại học tốt nhất tại châu Á.
Trường có 2 campus là Gaya và Yangjeong. Cả hai campus này đều có diện tích rất rộng lớn. Cụ thể: Gaya campus tọa lạc ở chân núi Umgwang, tổng diện tích là 508,283 m2 là niềm tự hào của trường với không gian thoáng đãng và xanh, đẹp. Còn Yangjeong campus có tổng diện tích là 54, 994 m2.

## Các khối ngành trực thuộc

### Khoa nhân văn
Văn học và tiếng Trung, Văn học và tiếng Nhật, Văn học và tiếng Anh, Văn học và tiếng Pháp, Văn học và tiếng Đức, Lịch sử, Tư vấn tâm lý, Tư vấn và giáo dục giới trẻ, Giáo dục trẻ em, Truyền thông, Quan hệ giữa quảng cáo và cộng đồng.

### Khoa Luật và Chính phủ
Luật, Quản trị công, Khoa học chính trị, Phúc lợi xã hội, Quản lý phòng cháy chữa cháy.

### Khoa Kinh doanh và Kinh tế
Kinh tế học, Thương mại kinh tế, Ngân hàng và Bảo hiểm, Tài chính và Bất động sản, Quản trị kinh doanh, Kế toán, Quản trị thông tin, Kinh doanh điện tử, Thống kê, Quản trị du lịch quốc tế, Quản lý khách sạn, Quản lý dịch vụ nhà hàng và thức ăn.

### Khoa tự nhiên và Sinh thái học xã hội
Toán học, Khoa học dữ liệu thông tin, Vật lý học, Hóa học, Sinh học phân tử, Khoa học đời sống, Chuyên viên tư vấn về gia đình, Thức ăn và dinh dưỡng, Thiết kế thời trang.

### Khoa học điều dưỡng và chăm sóc sức khỏe
Điều dưỡng, Khoa học nghiên cứu răng, Vệ sinh răng miệng, Khoa học xạ trị, Chăm sóc sức khỏe, Liệu pháp vật lý.

### Khoa kỹ thuật
Kiến trúc (5 năm), Kỹ thuật kiến trúc, Kỹ thuật hệ thống xây dựng, Xây dựng công trình dân dụng, Kỹ sư đô thị, Cơ khí, Kỹ thuận quản lý và công nghiệp, Kỹ thuật hóa học, Kỹ thuật môi trường, Kỹ thuật vật liệu cao cấp, Công nghệ sinh học.

### Khoa công nghệ truyền thông
Kỹ sư điện, Kỹ thuật điện tử, Công nghệ thông tin, Công nghệ máy tính, Công nghệ kỹ thuật số, Nghiên cứu phim.

### Khoa Nghệ thuật và Thể thao
Nhạc, Mỹ thuật, Thiết kế công nghiệp, Thể thao, Thư giãn và thể thao, Taekwondo, Phục hồi chức năng qua các bài tập.